# 富勒岩
68°10′S 68°54′W / 68.167°S 68.900°W
富勒岩（Fuller Rock），是南極洲的岩石，位於葛拉漢地的法利埃海岸，處於迪斯默爾島西南面7.8公里的福爾海峽北部，在1973年1月被繪入地圖，現時由南極條約體系管理。